# Dragon’s Spine
Dragon’s Spine (chinesisch: 龙之脊) in Lewa Adventure (Xianyang, Shaanxi, Volksrepublik China) ist eine Stahlachterbahn vom Modell Suspended Roller Coaster (XGC-20A) des Herstellers Golden Horse, die am 30. Juni 2015 eröffnet wurde.
Auf der 38 m hohe Bahn erreichen die Züge eine Höchstgeschwindigkeit von 80 km/h. Außerdem verfügt die Bahn über vier Inversionen: einen Looping, eine Cobra-Roll, sowie einen Inline-Twist.